# Santa Maria (kommun i Brasilien, Rio Grande do Norte)
Santa Maria är en kommun i Brasilien.   Den ligger i delstaten Rio Grande do Norte, i den östra delen av landet, 1 700 km nordost om huvudstaden Brasília. Antalet invånare är 4 762. Arean är 220 kvadratkilometer.
Terrängen i Santa Maria är platt.
Omgivningarna runt Santa Maria är huvudsakligen savann. Runt Santa Maria är det ganska glesbefolkat, med 34 invånare per kvadratkilometer.